# نیژنی دژنگوتای
نیژنی دژنگوتای (به لاتین: Nizhny Dzhengutay) یک منطقهٔ مسکونی در روسیه است که در داغستان واقع شده‌است.